# (12360) Unilandes
(12360) Unilandes (1993 SQ3) – planetoida z pasa głównego asteroid okrążająca Słońce w ciągu 5,74 lat w średniej odległości 3,2 j.a. Odkryta 22 września 1993 roku.